# Heteromys teleus
Heteromys teleus is een wangzakmuis die voorkomt in West-Ecuador. De soort is genoemd naar het Griekse woord τηλεος "compleet, klaar", wat slaat op de verspreiding van deze soort, die het zuidelijkste is van zijn familie en van de superfamilie Geomyoidea. De soort komt voor tussen de Rio Esmeraldas en Rio Guayllabamba zuidelijk tot de Cordillera de Chongón-Colonche, van zeeniveau tot 2000 m hoogte. De populaties in de Cordillera de Chongón-Colonche zijn waarschijnlijk geïsoleerd van de andere populaties. De grens tussen deze soort en H. australis in het noorden valt samen met de grens van de gebieden waar het droge seizoen meer dan vijf maanden duurt (in het zuiden, waar H. teleus voorkomt) met de gebieden met een korter droog seizoen, waar H. australis voorkomt. H. teleus is 's nachts actief.
De rug is grijs tot zwart en contrasteert sterk met de witte buikvacht. De vacht is altijd stekelig. De oren zijn vrij klein. H. teleus is een relatief grote soort (achtervoet meer dan 35 mm lang). De staart is even lang als of iets langer dan de kop-romplengte. De bovenkant van de staart is iets donkerder. Morfologisch zijn H. australis en H. teleus moeilijk te onderscheiden, maar H. teleus heeft altijd een langere achtervoet (35 tot 40 mm, tegen 29 tot 34 mm bij H. australis).